# Aly & AJ
Aly & AJ, conosciuto anche come 78violet nel 2013, è un duo formato dalle sorelle Aly Michalka e AJ Michalka. Lanciate dall'etichetta di proprietà della Disney Hollywood Records mentre entrambe le componenti lavoravano già come attrici (anche) per Disney Channel, Aly & Aj hanno ottenuto un buon successo commerciale con i loro primi lavori. Dopo anni di pausa in cui hanno lavorato come cantanti soliste e come attrici, le due sorelle hanno riformato il gruppo a partire dal 2013 con il nome di 78violet, per poi ritornare al primo nome d'arte soltanto a partire dal 2017.

## Storia

### Gli esordi
Aly Michalka e AJ Michalka sono nate a Torrance, California, e hanno trascorso la loro infanzia a Seattle, Washington. Il loro interesse per la musica ha avuto inizio addirittura in età preadolescenziale: "Abbiamo iniziato quando avevamo pressappoco da tre a cinque anni. Cantavamo insieme in chiesa e a scuola. Per noi è sempre importante andare in chiesa», dice Aly. Le sorelle incominciarono a suonare molto presto, quando AJ aveva nove anni, suonando insieme dal vivo con i loro genitori, in una comunità di Calabasas, California. Carrie Michalka, loro madre le ha spinte a cantare per un gruppo cristiano, chiamato J.C. Band. Come attrici, Alyson  ha ricoperto il ruolo da protagonista nella serie, Phil dal futuro su Disney Channel insieme con Raviv Ullman, mentre AJ ha partecipato, sia in piccoli ruoli in serie televisive, come Birds of Prey, Passions, Six Feet Under, General Hospital, sia in ruoli più importanti in The Guardian e Oliver Beene. Attualmente sono impegnate rispettivamente nelle serie tv di successo, iZombie, nella quale Aly interpreta il personaggio di Peyton Charles, e The Goldbergs/Schooled, nelle quali AJ interpreta il ruolo di Lainey Lewis. Schooled è la serie spin-off nata dalla sitcom televisiva statunitense, The Goldbergs, dopo la sesta stagione di quest'ultima.

### Il successo (2005-2006)
La coppia di sorelle ha pubblicato il primo album, Into the Rush il 16 agosto 2005, esordendo alla 36ª posizione nella classifica statunitense, vendendo 24 000 copie già dalla prima settimana. Il disco venne inoltre certificato disco d'oro dalla RIAA.
La canzone, No One, venne utilizzata come colonna sonora nel film Disney, Ice Princess - Un sogno sul ghiaccio. La produzione del film, A me gli occhi...,  utilizzò la canzone, Do You Believe in Magic? come colonna sonora, film nel quale Aly interpretava il ruolo di Allison. Le sorelle vennero coinvolte in alcuni progetti della Walt Disney Records. L' "Aly & AJ Concert", realizzato per il DVD omonimo venne girato il 24 luglio 2005 all'interno del cinema Henry Fonda di Hollywood, California. La messa in onda del concerto fu ridotta a cinque canzoni e ad alcune interviste. Il concerto include brani tratti dall'album Into the Rush.
Aly & AJ hanno aperto il concerto delle Cheetah Girls, il "Cheetah-licious Christmas Tour". Nell'agosto del 2006, Into the Rush, venne pubblicato in versione Deluxe, includendo, sia la hit, Chemicals React, sia due nuove versioni remix di Collapsed e Something More. L'album è stato successivamente pubblicato in Italia il 1º giugno 2007, ma, per mancanza di promozione, non entrò in nessuna classifica italiana.
Il 26 settembre 2006 la coppia ha pubblicato la sua prima raccolta natalizia, Acoustic Hearts of Winter. In questo album Aly & AJ cantano canzoni natalizie tradizionali. Verso la fine del 200 hanno registrato altre tre canzoni natalizie poi inserite nella riedizione dell'album dello stesso anno.

### Il passo in avanti nella musica (2007-2008)
Il tormentone, Potential Breakup Song, ha preceduto il secondo album di Aly & AJ, Insomniatic,  pubblicato negli Stati Uniti il 10 luglio 2007. La canzone ha esordito alla 17ª posizione nella classifica Billboard Hot 100, il primo singolo a essere entrato nella top 20 negli USA.
L'album invece ha esordito alla 15ª posizione, vendendo più di 39 000 copie nella prima settimana. Con il tempo ha venduto più di 1 000 000 di copie, per cui è stato certificato dalla RIAA, disco di platino. Nell'ottobre del 2007, sia l'album sia il singolo sono stati pubblicati in Italia nei più importanti Digital Store, ma anche stavolta non è stata fatta alcuna promozione.
Nel dicembre 2007 giunge la notizia che Aly & AJ avrebbero rimpiazzato i Jonas Brothers nell'apertura dell'Hannah Montana & Miley Cyrus: Best of Both Worlds Tour dall'11 al 24 gennaio 2008. Aly & AJ hanno confermato l'uscita del loro secondo singolo, Like Whoa, stabilizzandosi alla 63ª posizione della Billboard Hot 100. Nel gennaio 2008, Aly & AJ hanno cantato al Pepsi Smash, la canzone di KT Tunstall, Black Horse and the Cherry Tree.
La canzone è stata inserita nella riedizione dell'album in Giappone, registrata all'Abbey Road Session. Le sorelle hanno registrato anche la canzone di We're an American Band per l'album Randy Jackson's Music Club, Vol. 1.

### Gli impegni cinematografici e la pausa dalla musica (2009-2012)
Aly e AJ hanno partecipato rispettivamente, nel 2009, ai film Bandslam - High School Band e Amabili resti.
Nel 2009 viene anche annunciato un nuovo album. Le sorelle, in un'intervista a Radio Disney il 23 aprile 2008, hanno affermato che l'album avrebbe dovuto possedere un sound più rock, brani cantati separatamente, in modo che le loro voci possano essere ascoltate distinte dai loro fan.
Il 7 ottobre 2008 viene confermata la pubblicazione dell'album per aprile 2009; tuttavia, un mese dopo, nel novembre del 2008, la fan source "Aly & AJ Reaction" rivelò che l'album sarebbe stato posticipato all'estate del 2009, evento che poi non è avvenuto, a causa degli impegni cinematografici delle Michalka.
La coppia aveva comunque fissato l'uscita del terzo album di studio per il 2009 e confermato, anche tramite la loro pagina ufficiale di Twitter, che avrebbero cambiato il nome della banda da Aly & AJ a 78violet. Con questo nome in realtà distribuiranno nel 2013, solamente il singolo, Hothouse, sia in download sia in digitale, per tutte le altre pubblicazioni verrà mantenuto il nome originale, Aly & AJ.
Il 19 febbraio 2009 hanno annunciato tramite una newsletter inviata a tutti i fan del mondo iscritti al sito ufficiale, di aver lasciato ufficialmente la loro casa discografica, la Hollywood Records, annullando di conseguenza tutti i piani per la produzione di un nuovo album.
Il 15 gennaio 2009 scrissero una nuova canzone, intitolata Places, inserita nel database della BMI e co-scritta con Daniel James, Ryan Cabrera, Ashley Tisdale, Leah Haywood e Rihanna.
La coppia smentirono le indiscrezioni pubblicate su internet, in relazione a un presunto tour dell'estate 2009. Successivamente hanno affermato di volersi finalmente concentrare sulla produzione di un nuovo album. Aly & AJ  inoltre hanno lavorato con Chris Lord-Alge e Rob Cavallo, entrambi produttori di genere rock. Il 10 giugno 2009 vennero annunciate la produzione di altre tre canzoni: Lovesick, Bullet e The Edge.
Tutte e tre sono state scritte da Aly & AJ, Leah Haywood e Daniel James. Il 28 giugno 2009 il duo ha annunciato tramite l'account Twitter la produzione di quattro titoli: Say Hello, Damaged, co-scritta con Nancy Wilson of Heart, Civilian e Next Worst Thing, uscita come demo, ma che non farà parte dell'album definitivo a causa della scissione del contratto con la casa discografica.
Alyson ha spiegato il perché del nuovo nome: "Il viola è un colore molto forte, mentre nella tavola periodica, l'elemento numero 78 è il platino, minerale che non può essere corroso".
L'album include due nuove canzoni: Insane, co-scritta con Nancy Wilson e The Good, The Bad & The Boring. Successivamente l'uscita dell'album è stata annullata.

### L'era "78violet": Hothouse e l'album mai uscito
L'8 luglio 2013, dopo sei anni di silenzio musicale, le sorelle Michalka hanno pubblicato il nuovo singolo Hothouse, come 78violet, anticipando il nuovo album senza titolo e mai pubblicato. Successivamente hanno creato un'etichetta discografica indipendente: la Violet House.
Dopo Hothouse, le sorelle hanno fatto sperare nell'uscita di un nuovo singolo intitolato Boy; di questo vi sono solo due video di performance live, in quanto la versione di studio non è mai stata pubblicata. In un'intervista avvenuta anni dopo, le sorelle hanno confessato di aver cambiato nome della band solo come pretesto per far uscire il primo e unico singolo come 78violet. L'intenzione era di lanciare un messaggio alla ormai ex etichetta discografica. Nel video, scritto e diretto dal marito di Aly, il direttore di fotografia e regista Stephen Ringer, è presente un lungo monologo che precede l'inizio della canzone, in cui le sorelle confessano velatamente come sia andata tutta la faccenda. La frase emblematica "Mama always said you get out when you can" sottintende infatti la sensazione del duo di non sentirsi liberamente creative sotto all'egida della Hollywood Records. Un'altra frase è stata poi ripresa nel singolo uscito nel 2017, I Know, appartenente all'EP Ten Years: "It takes some time just to learn someone".

### Ten Years e il quarto album in studio
Dopo una nuova e lunga pausa di dieci anni dalle scene musicali come "Aly and AJ" e la decisione di tornare al vecchio nome, il 18 agosto 2017 esce sul mercato digitale il nuovo singolo tratto dall'EP autoprodotto dalle sorelle: Ten Years. Il singolo viene intitolato 'Take Me'. La canzone annuncia l'uscita dell'EP Ten Years, pubblicato il 17 novembre 2017. Tra maggio e settembre del 2018 il duo intraprende il "Promises Tour"', i cui biglietti sono andati esauriti in tutte le date. Il 30 novembre 2018 Aly and AJ pubblicarono la versione Deluxe di Ten Years, contenente i nuovi singoli 'Good Love' e 'With You'.

### Sanctuary, We Don't Stop(2019-presente)
Agli inizi del 2019 annunciano il loro nuovo progetto musicale come Aly and AJ: un nuovo EP intitolato Sanctuary. Il duo pubblica poco dopo le date del Sanctuary Tour e il 29 marzo 2019 pubblicano il primo singolo estratto, Church. Il video del singolo, diretto da Alex Ross Perry già regista del video per Take Me, viene pubblicato in esclusiva dal magazine The Fader: nell'intervista Aly and AJ spiegano la scelta della location, la residenza Samuel-Navarro progettata dall'architetto Frank Lloyd Wright:
[Il luogo] ci è sembrato perfetto, lontano dalla città, dove gli anni sembrano non passare mai. Ci ha dato anche la sensazione di esser stato progettato per chi vuole osservare da fuori cosa accade al suo interno. Questa idea ha ispirato la meravigliosa coreografia creata da Erin Murray per il video. Erin e Alex, insieme al nostro cinematografo Sean Conaty, sono stati in grado di indirizzare e coniugare i propri istinti creativi per rendere la sensazione di dover fare i conti con i santuari che costruiamo dentro di noi. Il video rappresenta esattamente questo bisogno di redenzione come noi lo percepiamo, inquadrato in una struttura tanto imponente. Il video è stato girato con una pellicola 16mm, offerta in sponsorship da Kodak e Panavision.
L'EP Sanctuary è uscito il 10 maggio, mentre le ragazze stavano già in tour promozionale.
Nel 2020 il duo torna con nuovo singolo, Attack of Panic, uscito il 7 febbraio, con un sound totalmente diverso dal materiale pubblicato in precedenza. A seguire, l'8 maggio viene pubblicata Joan of Arc on the Dancefloor, una traccia che continua a sperimentare nuove direzioni, adottando un sound disco come si può presupporre anche dal titolo di quest'ultima. Dopo aver pubblicato altri singoli, il duo pubblica la raccolta We Don't Stop il 26 novembre 2010. Nel mese successivo il duo ripubblica il suo vecchio successo Potential Breakup Song in una versione esplicita, raggiungendo per la prima volta dopo molti anni la vetta della classifica principale di iTunes USA. Nel gennaio 2021 pubblicano il singolo Listen!!!, che anticipa l'album Touch of the Beat Gets You Up on Your Feet Gets You Out and Then Into the Sun, pubblicato nel maggio successivo,

## Altri interessi

### Religione
Con l'aumentare del successo, Aly & AJ dichiarano apertamente la loro fede, divenendo importanti nella scena della musica rock cristiana. Never Far Behind, fu pubblicata solamente nelle Radio Cristiane. Divenne numero 1 in Radio & Records (R&R) Christian CHR. Ma Aly & AJ non vogliono comunque essere classificate artiste di musica cristiana. In un'intervista con la rivista Blender nel giugno 2006, le ragazze hanno detto che la loro musica arriva dalla prospettiva cristiana. "Noi non vogliamo mai predicare o spingere nulla in gola delle persone, ma vogliamo che la nostra musica sia ispirata". Il duo ha espresso poi la sua incredulità nella teoria dell'evoluzione. Quando l'intervistatore domandò se loro accettassero l'evoluzione, AJ rispose "No" e Aly rispose: "Si tratta di un insegnamento nelle scuole di adesso?" Quando l'intervistatore rispose che era stato insegnato per la maggior parte secolo, ha risposto: "Penso che tutto ciò che ha a che fare con le credenze di qualcuno sulla religione dovrebbe rimanere fuori dalla classe. Voglio dire, credo che le persone dovrebbero essere in grado di pregare a scuola, se le persone ci siano state. Ognuno dovrebbe fare solo il proprio concerto", e AJ aggiunse "l'evoluzione è una sciocchezza. Scimmie? Um, no."

### Licenze
Huckleberry Toys produsse per i negozi autorizzati un'edizione limitata di bambole Aly & AJ Hello Kitty. Fino al 15 novembre 2007, presso Toys R Us, venne messa in vendita una linea di bambole.
Il 20 novembre 2007 è stato prodotto, per il Nintendo DS,The Aly & AJ Adventure. Nel gioco si interpreta la loro assistente, aiutando a registrare le canzoni, video musicali, ecc.
Nel 2008 vennero pubblicati una serie di libri di avventura chiamati, "Aly & AJ's Rock 'n' Roll Mysteries", dove viene descritta per ogni tour di Aly & AJ un nuovo mistero per ogni città diversa visitata dalle cantanti. I disegni nei libri sono stati creati da Aly. I primi due, First Stop, New York and Mayhem in Miami, furono pubblicati il 12 giugno 2008, la terza puntata, Singing in Seattle, il 2 settembre 2008, e l'ultima, Nashville Nights, fu pubblicata il 4 ottobre 2008.
La Performance Designed Products produssero il 10 novembre 2008 delle chitarre sullo stile del duo Aly & AJ La chitarra di Aly rappresenta un cuore e delle ossa incrociate, colorate di rosa, mentre la chitarra di AJ ha la forma a cuore del logo di Aly & AJ, ed è dotata di brillanti rosa e viola e una zebra disegnata. Il duo ha presentato le chitarre l'11 ottobre 2008, durante la manifestazione a CityWalk Universal Studios in California.

### Volontariato
Aly & AJ sono co-presidentesse del The Children's Advisory Board della AmberWatch Foundation, eseguendo un concerto di beneficenza per raccogliere fondi. La canzone I Am One of Them, contenuta nel loro primo album, Into the Rush, è dedicata al lavoro con AmberWatch. Il duo ha sfilato per il Race to Erase MS show agli inizi di maggio 2008.

## Discografia parziale

### Album in studio
- 2005 – Into the Rush
- 2006 – Acoustic Hearts of Winter
- 2007 – Insomniatic
- 2021 – A Touch of the Beat Gets You Up on Your Feet Gets You Out and Then Into the Sun
- 2023 – With Love From
- 2025 – Silver Deliverer

### EP
- 2017 – Ten Years
- 2018 – Ten Years Deluxe
- 2019 – Sanctuary

### Raccolte
- 2007 - Fav Five - Let Me Repeat That
- 2020 – We Don't Stop

### Singoli
- 2005 – Rush
- 2006 – Greatest Time of Year
- 2006 – Chemicals React
- 2007 – Potential Breakup Song
- 2008 – Like Whoa
- 2013 – Hothouse (come 78violet)
- 2017 – Take Me
- 2017 – I Know
- 2018 – Good Love
- 2018 – With You
- 2019 – Church
- 2019 – Don't Go Changing
- 2019 – Star Maps
- 2020 – Attack of Panic
- 2020 – Joan of Arc on the Dance Floor
- 2020 – Slow Dancing
- 2021 – Listen!!!
- 2021 - Pretty Places
- 2021 - Symptom of Your Touch
- 2021 - Don't Need Nothing
- 2022 - Dead on the Beach
- 2022 - With Love From

### Live
- 2006 – On the Ride